# Maria Radner
Maria Friderike Radner (* 7. Mai 1981 in Düsseldorf; † 24. März 2015 bei Prads-Haute-Bléone, Département Alpes-de-Haute-Provence, Frankreich) war eine deutsche Opernsängerin der Stimmlage Alt.

## Leben
Im Jahr 2000 schloss Radner ihre Schulausbildung mit dem  Abitur am Erzbischöflichen St.-Ursula-Gymnasium in Düsseldorf ab. Nach ihrem Gesangsstudium an der Musikhochschule Düsseldorf bei Michaela Krämer war sie als Altistin international erfolgreich. Ihre erste Opernrolle war die Cornelia in Händels Giulio Cesare in der Inszenierung von Gregor Horres im Januar 2008 im Theater Hagen. Bei den Bregenzer Festspielen sang sie 2008 in einem britischen Ensemble um Sally Matthews und Andrew Kennedy die Titelrolle in Händels Salomo.
Bekannt wurde sie insbesondere durch Rollen in Richard Wagners Zyklus Der Ring des Nibelungen. Im Januar 2012 debütierte sie an der Metropolitan Opera in New York City in der Götterdämmerung, im März 2012 war sie in Richard Strauss’ Die Frau ohne Schatten am Teatro alla Scala in Mailand zu sehen. Die Rolle der Erdgöttin Erda sang sie in Wagners Ring des Nibelungen am Grand Théâtre de Genève und am Royal Opera House in Covent Garden unter der Leitung von Antonio Pappano.
In einer Neuproduktion von Hector Berlioz’ Les Troyens sang sie die Rolle der Anna an der Mailänder Scala und 2015 dieselbe Rolle auch am Teatro Colón in Buenos Aires. Auf Tonträgern ist Radner in der Aufnahme des Gürzenich-Orchesters von Gustav Mahlers Sinfonie Nr. 8 in Es-Dur ebenso zu hören wie in einer Aufnahme von Das Rheingold des Rundfunk-Sinfonieorchesters Berlin.
Bei ihrem letzten Auftritt war sie für die Rolle der Erda in Wagners Siegfried am Gran Teatre del Liceu in Barcelona engagiert. Auf dem Rückflug von diesem Engagement kam Radner am 24. März 2015 beim Absturz des Germanwings-Flugs 9525 in den französischen Alpen zusammen mit ihrem Mann und ihrem Kleinkind ums Leben. Die Familie lebte zuletzt in Wuppertal-Cronenberg.

## Diskographie
- Richard Wagner, Götterdämmerung (Oper), Metropolitan Opera, Fabio Luisi, Deutsche Grammophon (DVD)